# Giurtelecu Șimleului, Sălaj
Giurtelecu Șimleului /dʒɪurteleku ʃɪmleʊlʊɪ/ (în maghiară Somlyógyőrtelek, în germană Wüst Görgen) este un sat în comuna Măeriște din județul Sălaj, Transilvania, România. Este cunoscut colocvial ca Giurtelec sau Giurtelecu în limba română și Győrtelek în maghiară.
Dominând peisajul localitații, Coasta lui Damian (sau Dealul lui Damian) este un element de marcă pentru Giurtelecu Șimleului.
Localitatea este cunoscută de comunitatea științifică internațională prin intermediul valoroaselor vestigii din Neolitic și Eneolitic descoperite în urma săpăturilor arheologice efectuate la Giurtelecu Șimleului.

## Istoria localității Giurtelecu Șimleului
Satul Giurtelec, tradus din limba maghiara inseamna "Pământul lui Gheorghe". Acesta ar fi fost un mare proprietar de oi Merinos "Berci" dupa care s-a denumit Catunul Berc.Dupa numele pastorului Gheorghe așezarea a primit numele de Giurtelec. În lucrarea (Mihai Viteazul și sălăjenii) este scris că satul avea 7 Porți. O Poarta echivala cu 28 de familii (a câte 5 persoane fiecare). În 1429 se menționează că regele Sigismund al Ungariei îl întărește în posesiunea acestui sat pe Csaholi Ioan si Vasile.(COROMELCEA P) 

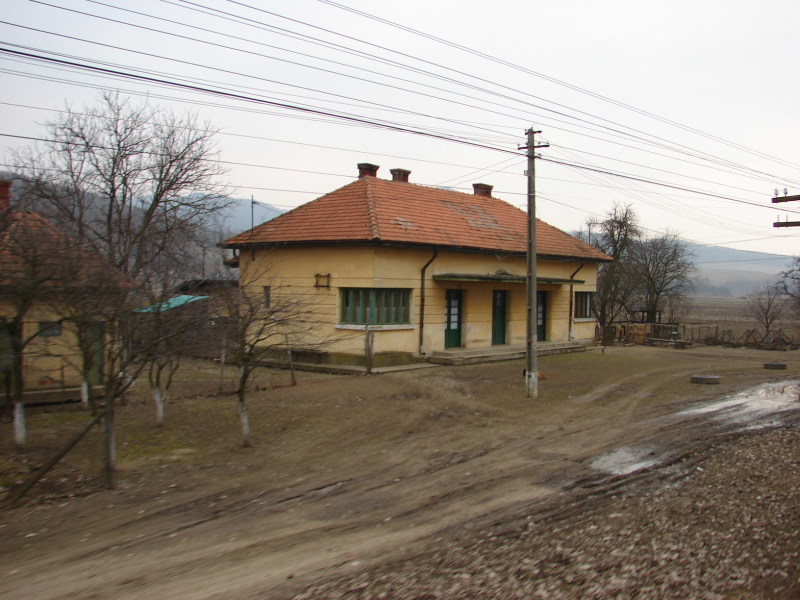

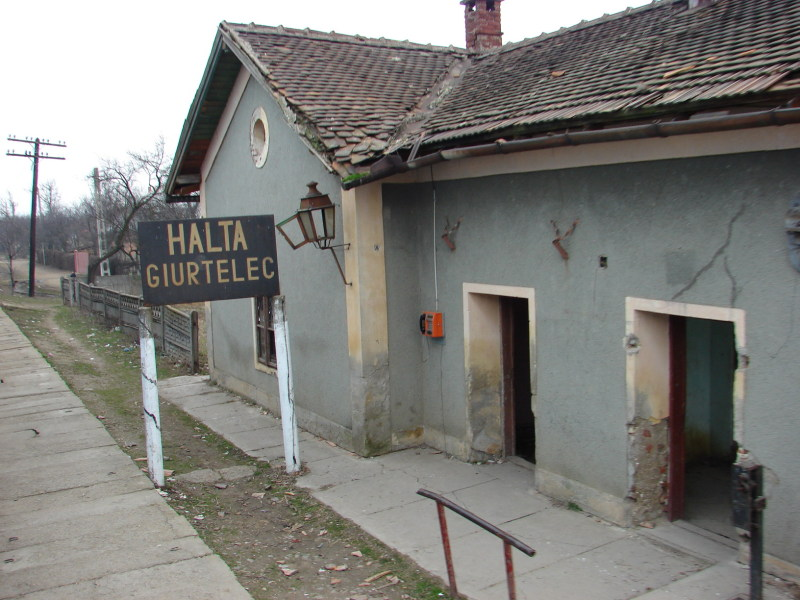

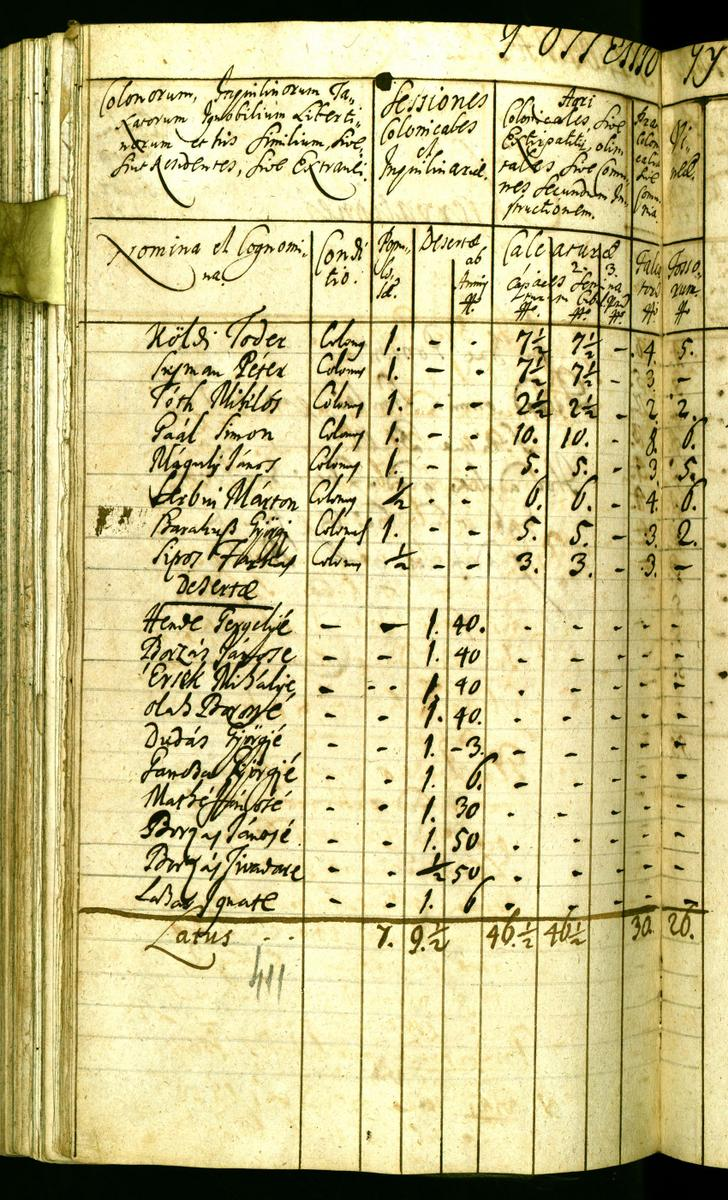

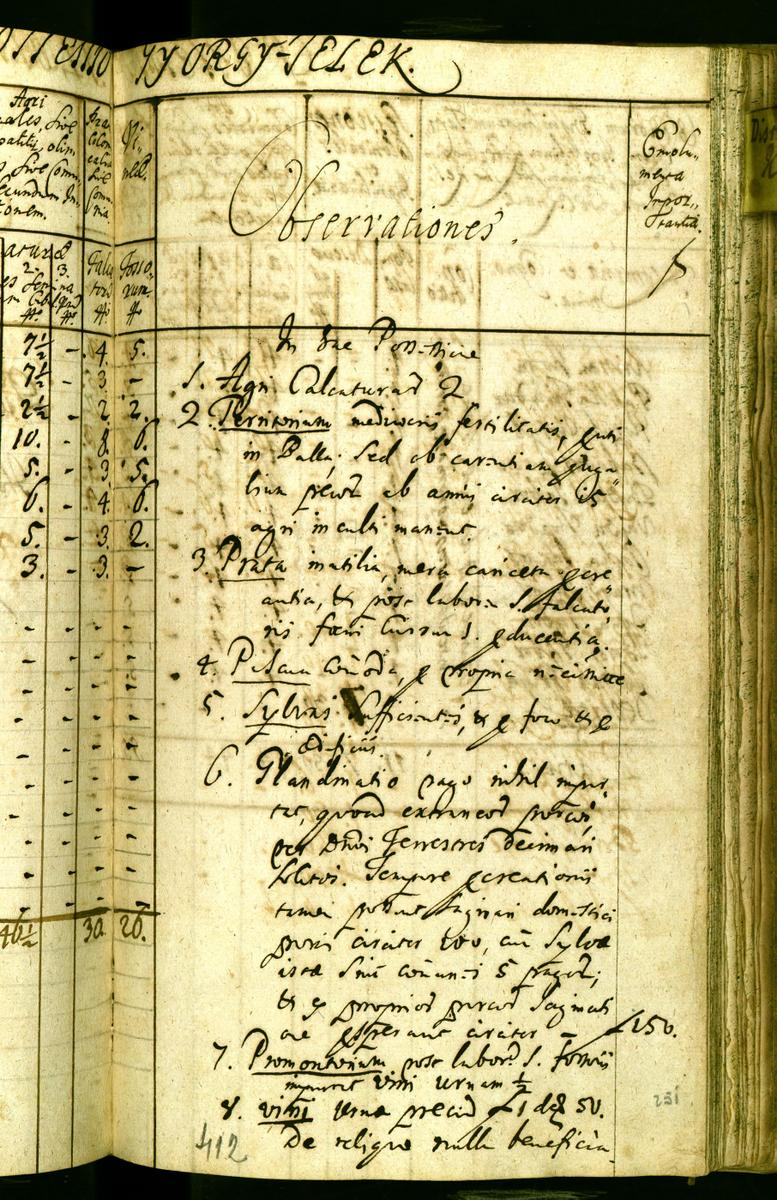

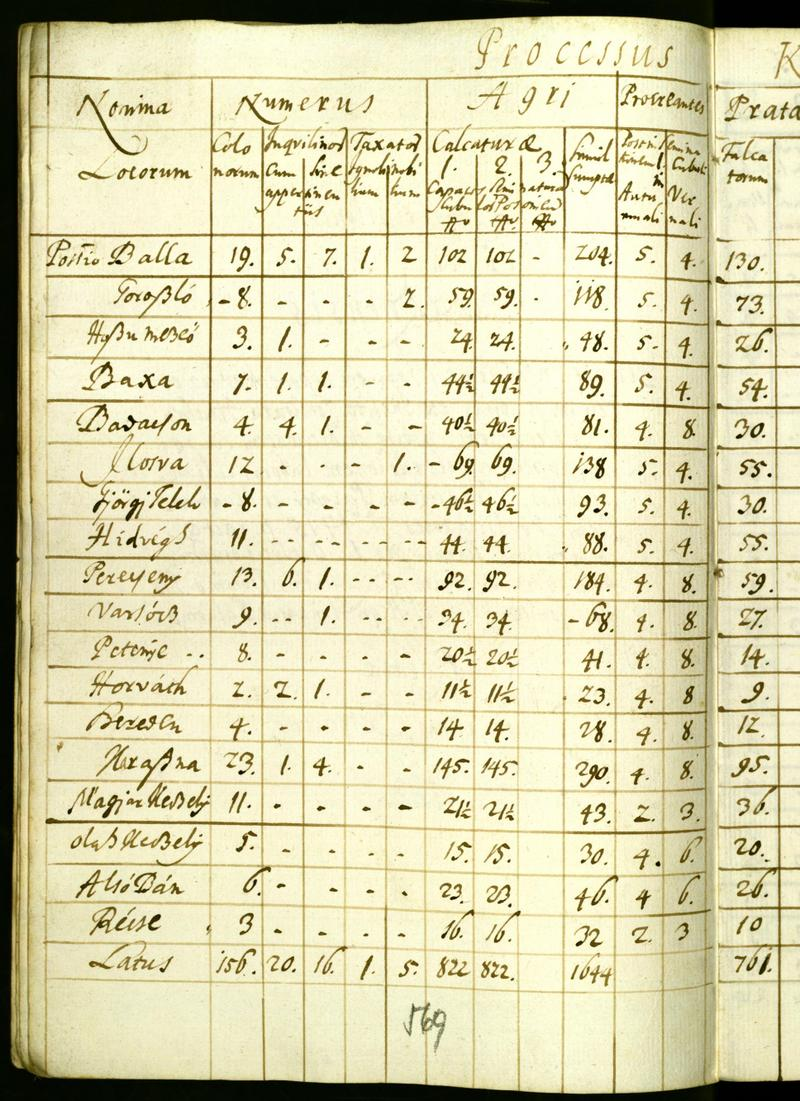

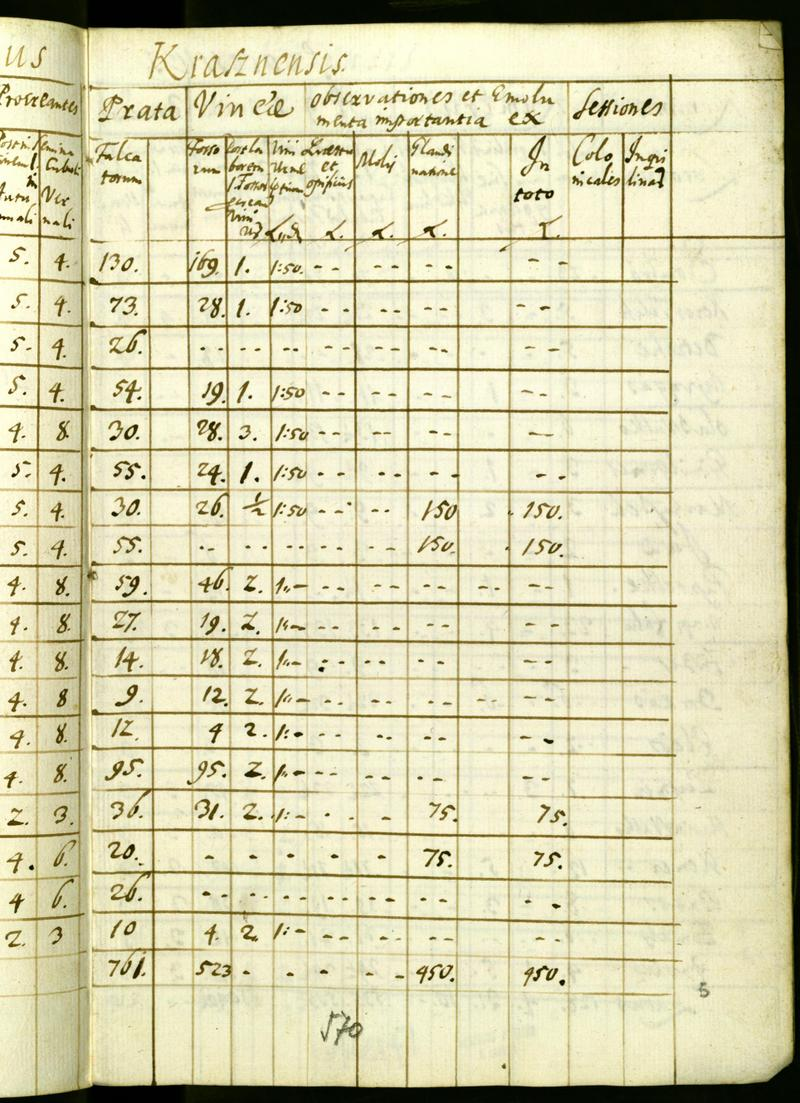

Bine poziționată strategic și fortificată natural, Coasta lui Damian a atras comunități umane diferite în căutare de securitate timp de mii de ani. Ca atare, de multe ori, mai vechi așezari defensive situate pe Coasta lui Damian au fost distruse de cele mai recente.
Giurtelecu Șimleului a fost locuit din epoca fierului, săpături arheologice de pe Coasta lui Damian dovedind existența localității înainte de Imperiul Roman.
Primele documente scrise referitoare la Giurtelecu Șimleului apar în 1259. Din punct de vedere economic și politic, influența familiei Báthory a fost foarte puternică până în secolul 18-lea, castelul acestei influente familii din Europa Centrală fiind situat la Șimleu Silvaniei, la 7 km de la Giurtelecu Șimleului. Denumirea de Giurtelecu Șimleului arată tocmai această influență.
Tradițional a fost o comunitate multietnică, fiind întotdeauna vorbite diferite limbi și practicate religii diferite. Potrivit recensământului din 1715, 36 de locuitori erau români, 27 maghiari și 9 germani și conform recensământului din 1720 erau 45 români, 36 maghiari și 9 slovaci.
| Anul | Locuitori |
| ---- | --------- |
| 2002 | 1,055     |
| 1992 | 1,149     |
| 1920 | 1,395     |
| 1910 | 1,322     |
| 1900 | 1,216     |
| 1890 | 1,059     |
| 1880 | 996       |
| 1869 | 1,190     |
| 1847 | 684       |
| 1750 | 231       |
| 1720 | 90        |
| 1715 | 72        |

La recensământul din 1850, erau 867 locuitori, din care: 836 greco-catolici, 22 calvini și 9 evrei. Recensământul din 1890 arată că limba română este vorbită de 996 de locuitori, maghiară de 54 și 9 locuitori vorbeau altă limbă. Potrivit aceluiași recensamânt, 992 au fost greco-catolici, 43 evrei, 23 Evanghelici protestanti și 1 Catolica.
La recensământul din 1900, erau 1.216 locuitori, din care: 1124 greco-catolici, 49 calvini, 35 evrei, 6 romano-catolici și 2 ortodocși. La recensământul din 1930, erau 1.528 locuitori, din care: 1.352 greco-catolici, 44 romano-catolici, 11 evrei, 11 ortodocși și 10 calvini. În timpul ocupației germane, evreii au fost deportați (mai 1944) și uciși în lagărele de exterminare naziste. Situat în partea de nord-est a Giurtelecu Șimleului, cimitirul evreiesc este în ruină. Între 1968 și 1980, Teofil Mirgheșiu a fost directorul Școlii Giurtelecu Șimleului, “care a depus o vastă muncă pentru construirea școlii noi cu care ne mândrim azi.”.
În 2018, Teofil Mirghesiu (n. 1938) publică monografia satului Giurtelecu Șimleului.

## Personalități
- Augustin Deac (istoric) (1928-2004), istoric
- Savu Moga (1816-1898?), pictor
- Daniil Graur, dascăl, jurnalist și autor
- Ioan Lobonțiu (n ? – d. cca 1870), preot
- Gheorghe Pârvu (1927-1997), pedagog, inspector și om de cultură
- Emil Pop (n. 1942), sociolog
- Patriciu A. Chisu (1896-1955), scriitor
- Maria Horje (Birsan; 1943), economistă
- Teofil Mirghesiu (n. 1938), autor și profesor, autorul monografiei satului Giurtelecu Șimleului.[4]
- Octavian Guțu (n. 1946), primar al Șimleu Silvaniei (2000-2004), director al Colegiului Național Simion Bărnuțiu din Șimleu Silvaniei (1978-1990)
- Ioan Taloș, deputat în districtul electoral Șimleu în 1918
- Mircea Simion Pârvu (n. 1925), învățător, deținut politic, decorat, pe 26 iunie 2018, cu Ordinul Național „Pentru Merit” în grad de Cavaler.[5]